# Argyreia variabilis
Argyreia variabilis är en vindeväxtart som beskrevs av Traiperm och Staples. Argyreia variabilis ingår i släktet Argyreia och familjen vindeväxter. Inga underarter finns listade i Catalogue of Life.